# Marquez Valdes-Scantling
Marquez Reshard Valdes-Scantling (San Petersburgo, Florida, 10 de octubre de 1994) más conocido como Marquez Valdes-Scantling, apodado MVS, es un jugador profesional estadounidense de fútbol americano de los Saints New Orleans que se desempeña en la posición de wide receiver en la National Football League (NFL).

## Carrera
Fue seleccionado en la quinta ronda en la Reunión Anual de Selección de Jugadores de la NFL de 2018. Hizo su debut profesional con el equipo Green Bay Packers, en el cual jugó cuatro temporadas (2018-2022), luego pasó a Kansas City Chiefs, donde jugó dos temporadas, llevándose dos anillos de Super Bowl. Actualmente juega para los Buffalo Bills.